# Amayé-sur-Orne

Amayé-sur-Orne este o comună în departamentul Calvados, Franța. În 1 ianuarie 2022 avea o populație de 1.070 de locuitori.